# Like Me
"Like Me" é uma canção gravada pelo girl group americano Girlicious. Foi lançado para o iTunes em 22 de abril de 2008, um dia antes do grupo ser formado no final da temporada do reality show Pussycat Dolls Present: Girlicious. Após a saída de Tiffanie, Chrystina Sayers cantou a ponte e vocais melismáticos, substituindo os da ex-integrante.

## Lançamento
No iTunes, "Like Me" foi lançado em 22 de abril de 2008, um dia antes da exibição da final da CW, permitindo que muitos fãs descobrissem quem ganhou antes do final da transmissão. Uma prévia de 1:30 da música foi lançada em seu site oficial em 22 de abril de 2008. Em 19 de setembro de 2008, o single foi lançados nas rádios da Índia.

## Versões
Existem duas versões para o single. A versão do iTunes e a versão do álbum. A versão do iTunes, é uma versão inicial da canção, onde os vocais são trocados, em relação à versão do álbum. Durante a apresentação ao vivo, elas fazem um break dance. Desde a saída de Tiffanie, sua parte é cantada por Chrystina.

## Videoclipe
O videoclipe de "Like Me", foi dirigido por Steven Antin, e estreou após a tempora do reality show. O video apresenta as Girlicious cantando e dançando em um ringue de box com Jazze Pha. O videoclipe estreou no Yahoo.com no dia 23 de Abril de 2008.

## Desempenho comercial
Sem ser enviad para para o rádio ou para um lançamento físico,  o single conseguiu estrear no número dois do Bubbling Under Hot 100 Singles e na 70° no Pop 100, todas com base nas vendas digitais. baseado exclusivamente em vendas digitais. Além disso, durante a semana de 1 de maio de 2008, "Like Me" fez uma "estréia espetacular" no número quatro na Canadian Hot 100, tornando-se um hit instantâneo no Canadá.

## Desempenho nas tabelas musicais

### Posições
| Chart (2008)                                              | Maior Posição |
| --------------------------------------------------------- | ------------- |
| Canadá (Canadian Hot 100)                                 | 4             |
| Estados Unidos (Billboard Bubbling Under Hot 100 Singles) | 2             |
| Estados Unidos (Pop 100)                                  | 70            |

## Histórico de lançamento
| País   | Data                | Formato          |
| ------ | ------------------- | ---------------- |
| EUA    | 22 de abril de 2008 | Download digital |
| Canadá | 22 de abril de 2008 | Download digital |